# Frank Nitsche (Fußballspieler)
Frank Nitsche (* 18. März 1964) ist ein ehemaliger deutscher Fußballspieler.

## Karriere
Nitsche wechselte zur Saison 1984/85 vom 1. FC 01 Bamberg zum 1. FC Nürnberg. Mit dem Club, der von Heinz Höher trainiert wurde, spielte Nitsche in der 2. Bundesliga. Er wurde im Mittelfeld eingesetzt und feierte mit seinen Mitspielern, zu denen Günter Güttler, Roland Grahammer und Dieter Eckstein gehörten, zum Saisonende die Meisterschaft. Nitsche absolvierte 25 Einsätze und erzielte drei Treffer. Es folgte der Aufstieg in die Bundesliga.
Nitsche spielte mit dem Club bis Dezember 1986 in der Bundesliga und wechselte dann zu Viktoria Aschaffenburg. Er blieb bis zum Saisonende. Danach schnürte er die Schuhe für Blau-Weiß 90 Berlin.